# Hostmedicin

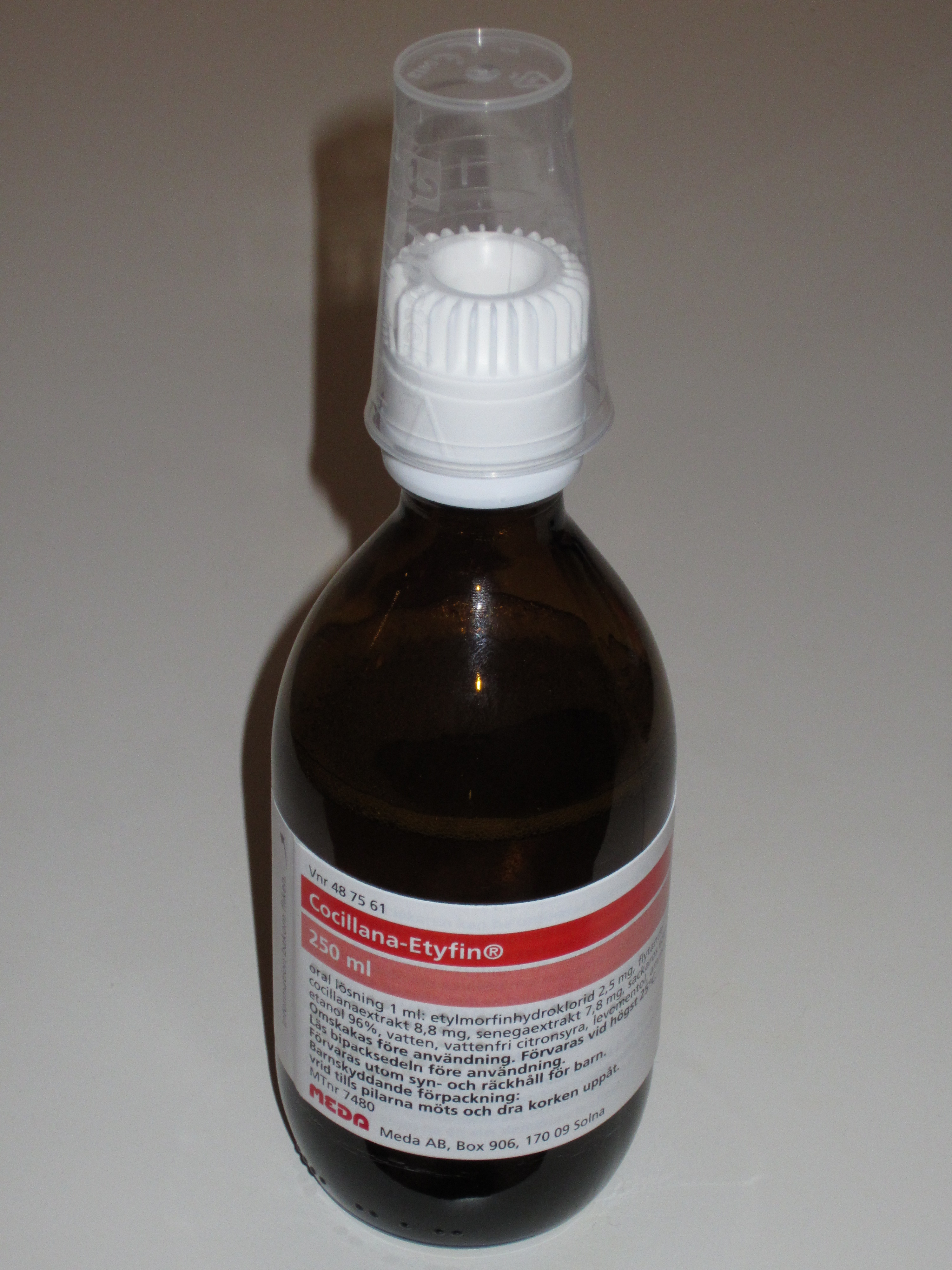
Cocillana, med etylmorfin.

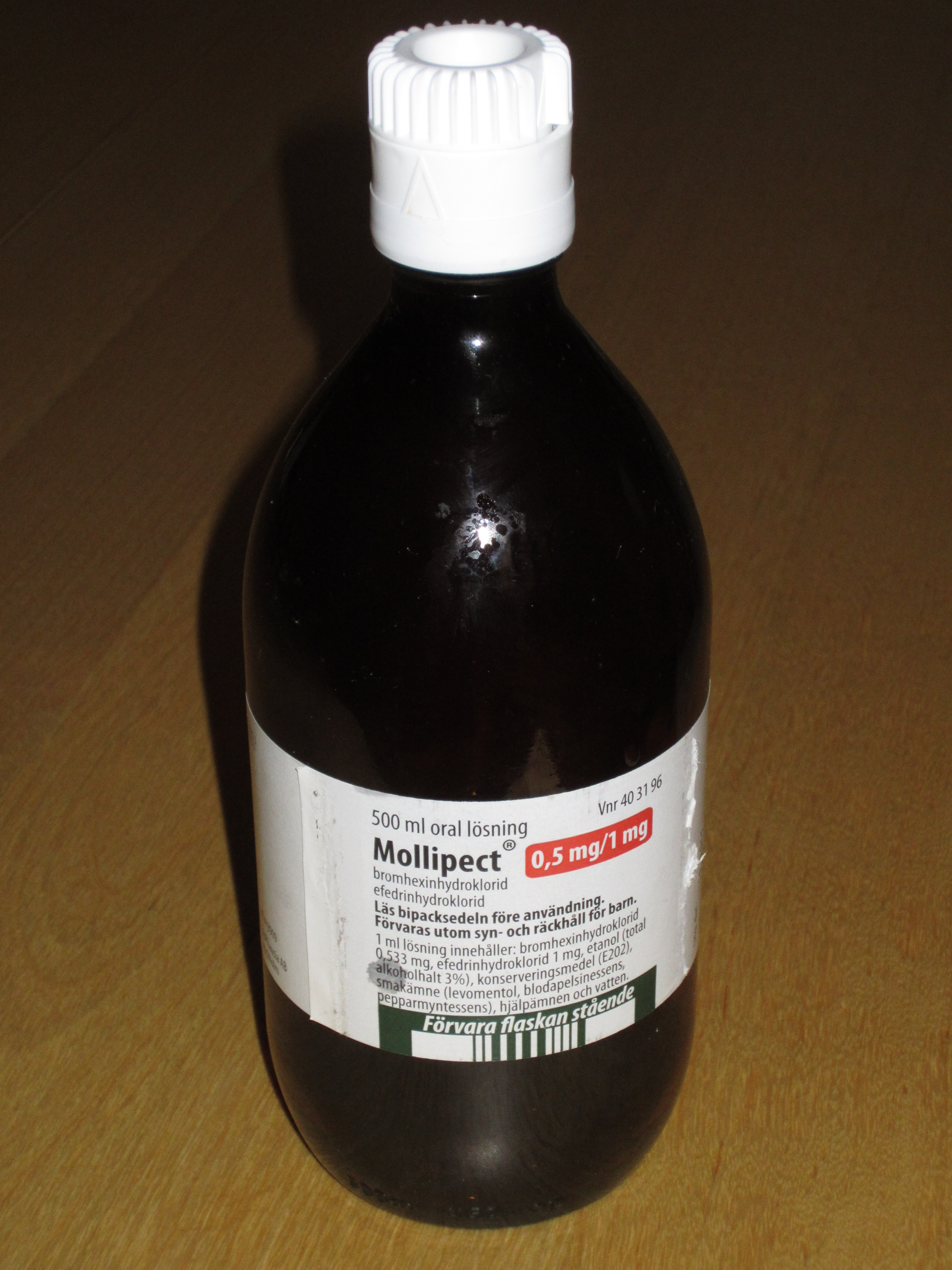
Mollipect, med bromhexin och efedrin.

Hostmedicin är en vardaglig term för läkemedel eller annat medel som används för att motverka eller lindra hosta. Läkemedel som marknadsförs som hostmedicin har ingen visad effekt på att motverka, lindra eller förkorta hosta.

## Effekt
Region Stockholms expertgrupp för lung- och allergisjukdomar skriver i information riktad till läkare och sjukvårdspersonal att det saknas evidens som stöder nyttan av hostmediciner vid hosta i samband med luftvägsinfektion. Hostdämpande medel kan göra att slem som kroppen försöker rensa bort inte hostas upp och kan således göra mer skada än nytta.
Hostmedicin har inte effekt och är inte rekommenderat vid förkylning, luftrörskatarr, lunginflammation, influensa, eller annan akut hosta. Honung kan ha en effekt större än placebo mot hosta, men får inte ges till barn under ett år.
I Finland har nationella insatser och rekommendationer visats minska förskrivningen av hostmedicin till barn.
Hostmedicin som innehåller morfinliknande preparat kan missbrukas som droger.

## Typer
Man skiljer mellan slemlösande och hostdämpande medel. Vilken sort som används beror bland annat på orsakerna till hostan; i vissa medel kombineras de två typerna. Exempel på vanliga kombinerade hostmediciner i Sverige är Cocillana-Etyfin, Lepheton och Mollipect; dessa är receptbelagda hostmediciner. Cocillana-Etyfin innehåller cocillanaextrakt, etylmorfin och senegaextrakt. Lepheton innehåller både etylmorfin som verkar hostdämpande och efedrin som vidgar luftrören. Mollipect innehåller efedrin som vidgar luftrören samt bromhexin och har inte lika hostdämpande egenskaper.

### Slemlösande
De slemlösande medlen bidrar till att lösa upp slem i luftrören. Upphostning av slem är en reflex från kroppen, som försöker göra sig av med främmande och irriterande ämnen. Man menar därför att man ska undvika att behandla denna typ av hosta så långt det går. Slemmet kan vara gult eller grönt och orsakas ofta av förkylningsvirus.

### Hostdämpande
Hostdämpande medel dämpar hostreflexen genom att påverka det centrala nervsystemet (hjärnan). Hostdämpande läkemedel innehåller vanligen morfinliknande ämnen, som kan missbrukas.

### Självhjälp och huskurer
Istället för en hostmedicin kan man använda sig av varm eller kall dryck som tunnar ut slemmet lite så att det blir lättare att hosta upp. Att dricka lite kan också kännas lenande om hostan river i halsen. Varma drycker, såsom te eller varmt vatten med honung kan verka lenande på halsen, luftvägarna och svalget. Slemmet tunnas på så sätt ut och innebär inte en lika stor irritation. Barn under ett år ska inte dricka honung då det kan innehålla sporer från botulinum (en bakterie). Äldre barn och vuxna har ett naturligt immunförsvar mot denna typ av bakterie.